# Xian de Longxi
Le xian de Longxi (陇西县 ; pinyin : Lǒngxī Xiàn) est un district administratif de la province du Gansu en Chine. Il est placé sous la juridiction de la ville-préfecture de Dingxi.

## Démographie
La population du district était de 485 485 habitants en 1999.